# Helmut Kalbitz
Helmut Kalbitz (3 de janeiro de 1912 - 23 de agosto de 1944) foi um oficial alemão que serviu no Deutsches Heer durante a Segunda Guerra Mundial. Foi condecorado com a Cruz de Cavaleiro da Cruz de Ferro com Folhas de Carvalho.

## Condecorações
| Cruz de Ferro (1939) 2ª Classe                                   | 10 de outubro de 1939  |
| Cruz de Ferro (1939) 1ª Classe                                   | 10 de junho de 1940    |
| Distintivo de Feridos (1939) em Preto                            | 1 de março de 1940     |
| Distintivo de Feridos (1939) em Prata                            | 7 de outubro de 1943   |
| Distintivo de Feridos (1939) em Ouro                             | 28 de dezembro de 1943 |
| Cruz de Cavaleiro da Cruz de Ferro                               | 7 de setembro de 1943  |
| Cruz de Cavaleiro da Cruz de Ferro com Folhas de Carvalho nº 366 | 7 de janeiro de 1944   |